# Bezirksgericht (Schweiz)
Bezirksgericht ist in der Schweiz in sechs Kantonen die Bezeichnung für das Gericht erster Instanz in Zivil- und Strafprozessen. Dieser Instanz vorgeschaltet ist in zivilen Streitsachen die Schlichtungsbehörde (Friedensrichter, Vermittler). Neben den Bezirksgerichten bestehen in manchen Kantonen nach Massgabe der jeweiligen Gerichtsorganisationsgesetze selbständige Fachgerichte wie das Arbeits- oder das Mietgericht. Die Organisation all dieser Gerichte erster Instanz erfolgt durch kantonales Recht.
Der Name Bezirksgericht gilt insbesondere in denjenigen Kantonen, die das Kantonsgebiet für Verwaltungs- und/oder Rechtsprechungszwecke in Bezirke eingeteilt haben: Zürich, Luzern, Schwyz, Aargau, Thurgau und Wallis. Bis in die jüngere und jüngste Vergangenheit war der Terminus weiter verbreitet. Aufgrund der Professionalisierung des Justizwesens haben aber manche Kantone ihre erstinstanzlichen Gerichte ganz oder teilweise zentralisiert und sie in der Folge umbenannt.
Andere Namen für die Gerichte erster Instanz sind Gericht erster Instanz (Jura), Kantonsgericht (Obwalden, Nidwalden, Glarus, Appenzell Ausserrhoden, Schaffhausen), Kreisgericht (St. Gallen, Waadt), Landgericht (Uri) und Regionalgericht (Bern, Graubünden, Neuenburg). Bis in die jüngere Vergangenheit hiess das gleiche Gericht in den Kantonen Bern, Luzern und Solothurn Amtsgericht.
Einige Kantone kennen für zivilrechtliche und strafrechtliche Angelegenheiten je verschiedene Gerichte erster Instanz: Kantons- bzw. Strafgericht (Zug), Zivil- bzw. Strafgericht (Basel-Stadt, Freiburg, Genf), Zivilkreis- bzw. Strafgericht (Basel-Landschaft, Solothurn), Pretura bzw. Erstinstanzliches Strafgericht (Tessin).
An Spezialgerichten gibt es für Straffälle, in denen das Jugendstrafverfahren anzuwenden ist, in praktisch allen Kantonen autonom organisierte Jugendgerichte. Anderweitige Spezialgerichte gibt es nur noch in wenigen Kantonen: für schwere Strafrechtsfälle kennt Luzern ein separates Kriminalgericht und das Tessin ein Geschworenengericht. Der Kanton Bern schliesslich hat ein erstinstanzliches Wirtschaftsstrafgericht.
Die Bezeichnung Kantonsgericht ist im Übrigen nicht zu verwechseln mit dem gleichnamigen Begriff, der in manchen Kantonen (Luzern [seit 2013], Schwyz, Freiburg, Basel-Landschaft, Appenzell Innerrhoden, St. Gallen, Graubünden, Waadt, Wallis, Neuenburg und Jura) für das Gericht zweiter Instanz gilt, siehe Obergericht (Schweiz).